# Sparrenveertje
Het sparrenveertje (Pterula multifida) is een schimmel behorend tot de familie Pterulaceae.

## Taxonomie
Het werd voor het eerst beschreven in 1861 door de Zweedse mycoloog Elias Magnus Fries, die het classificeerde als Pterula multifida op basis van exemplaren die hij in 1857 had gevonden.
François Fulgis Chevallier's Penicillaria multifida kan hiermee worden verward in de taxonomische geschiedenis vanwege de identieke afkorting van P. multifida. Dit is echter niet gerelateerd en Penicillaria multifida is nu een overbodige taxon en wordt als ongeldig beschouwd. Penicillaria multifida was een herclassificatie van Pierre Bulliard's Clavaria penicillata en die soort werd echter opnieuw geclassificeerd als een andere 'Pterula-soort in 1930 toen Fries het classificeerde als Pterula penicillata.
Pterula multifida var. densissima werd in 1958 beschreven door de Tsjechische mycoloog Albert Pilát. Het citaat dat hij gaf voor deze variant was 'B. et C. 1873' en in dezelfde tekst schreef hij ook 'Pterula densissima Berk. en Curt. 1873', wat ertoe heeft geleid dat Pterula densissima wordt vermeld als een synoniem van Pterula multifida. De taxonomische records hiervan bevatten echter ook enkele citatiefouten, zodat ze onduidelijk blijven.

## Kenmerken
Pterula multifida is een kleine witachtige koraalschimmel met een delicate vertakkingsstructuur.
- Vruchtlichaam: 1-5 mm dun, haarachtig koraal dat zich herhaaldelijk vertakt naar de gladde en glanzende puntige toppen.
- Kleur is wit tot gebroken wit tot lichtbruin waarbij de toppen lichter van kleur zijn dan de basis.
- Steel: 0,05-0,1 mm indien aanwezig maar soms afwezig.
- Vlees: wit. Taai en rubberachtig.
- Sporenprint: Wit.
- Sporen: Ellipsoïde en glad. 5-6 × 2,5-3,5 μm.
- Smaak: onduidelijk.
- Geur: onduidelijk of onaangenaam zoals ureum of chemisch.

## Habitat
Het komt voor op vochtige grond en bladafval in bossen en groeit op de gevallen katjes van Salix-soorten (wilgen) en op naalden van Picea-soorten (sparren). Het is ook gevonden op de dode stengels van de grassoort Juncus subnodulosus, varens zoals Polystichum en op de dode stengels van Rose en Rubus fruticosus (bramen). Het groeit solitair of in kleine groepen van de late zomer tot de herfst in Engeland.

## Verspreiding
Sinds oktober 2022 heeft GBIF ongeveer 1.250 geregistreerde waarnemingen voor deze soort, waarvan de meeste uit Europa komen. Veel daarvan zijn echter slechts waarnemingen van burgerwetenschappelijke platforms en missen hard bewijs om het te bevestigen. Vanwege de overeenkomsten met andere Pterula-soorten kunnen sommige ook fouten zijn.

## Etymologie
De soortnaam multifida is afgeleid van het Latijnse multifidus dat 'met veel divisies' betekent.